# Christian Fouchet
Christian Fouchet (17 de novembro de 1911 - 11 de agosto de 1974) foi um político e diplomata francês.
Nasceu em Saint-Germain-en-Laye, Yvelines. Formou-se na Ecole des Sciences Politiques.
Após o pedido do Marechal Pétain para um armistício com a Alemanha Nazi em 17 de junho de 1940, Fouchet embarcou num avião britânico com destino a Londres para oferecer os seus serviços ao General Charles de Gaulle e às forças francesas livres. As suas missões envolveram principalmente trabalhos de ligação entre os franceses livres em Londres e o movimento de resistência em França.
Fouchet recebeu a sua primeira missão diplomática em 1944, quando foi feito secretário da embaixada francesa em Moscovo. Em 1945 representou o governo provisório de De Gaulle na Polónia. Posteriormente serviu como Cônsul-Geral na Índia até 1947.
Em 1954, Fouchet iniciou um mandato de dois anos como Ministro dos Assuntos Marroquinos e tunisinos no governo de Pierre Mendès France. Foi embaixador francês na Dinamarca entre 1958 e 1962.
Foi Ministro francês da Educação de 28 de novembro de 1962 a 6 de abril de 1967. Foi chefe colonial da Argélia de 19 de março de 1962 a 3 de julho de 1962. Foi ministro do Interior francês de 6 de 1967 a 31 de maio de 1968.
Era o pai da romancista Lorraine Fouchet.
Fouchet foi distinguido com a Legião de Honra como cavaleiro em 1946 e como comandante em 1961, o Croix de Guerre, o Croix de la Valeur Militaire, o Croix dos Veteranos das Guerras Estrangeiras, a Medalha da Resistência e a Medalha de França Livre.
| Cargos políticos         | Cargos políticos               | Cargos políticos               |
| ------------------------ | ------------------------------ | ------------------------------ |
| Precedido por Louis Joxe | Ministro da Educação 1962–1967 | Sucedido por Alain Peyrefitte  |
| Precedido por Roger Frey | Ministro do Interior 1967–1968 | Sucedido por Raymond Marcellin |